# Zastava Republike Kine
Zastava Republike Kine je državna zastava Republike Kine, države poznatije pod imenom Tajvan. Zastava je crvene boje s plavim četverokutom u gornjem lijevom kutu u kojem se nalazi bijelo sunce. Crvena boja predstavlja "svetu crvenu zemlju", plava boja nebo, a bijela sunce. Zastava je u upotrebi od 1917., kada je bila zastava Kuomintanga, a od 1928. zastava Republike Kine.

## Vanjske poveznice
- Zastava Republike Kine na crwflags.com